# Epirhyssa striata
Epirhyssa striata là một loài tò vò trong họ Ichneumonidae.